# La casa número 322
 La casa número 322  (títol original en anglès: Pushover) és una pel·lícula estatunidenca dirigida per Richard Quine estrenada el 1954. Ha estat doblada al català.

## Argument
Un robatori a un banc costa la vida al vigilant abans que els malfactors fugin amb el seu botí... A la sortida d'una sala de cinema, una dona i un home comencen una relació; ella resulta ser l'amant de l'atracador, ell un inspector encarregat de capturar-lo vigilant-la. El desemmascara però l'amor barreja les cartes; desbarata llavors la vigilància dels seus col·legues - un alcohòlic prop de la jubilació i un jove policia despreocupat - aposta pel botí. Doble joc de conseqüències funestes [...]

## Repartiment
- Fred MacMurray: Paul Sheridan
- Philip Carey: Rick McAllister
- Kim Novak: Lona McLane
- Dorothy Malone: Ann Stewart
- E.G. Marshall: Tinent Carl Eckstrom
- Allen Nourse: Paddy Dolan
- James Anderson: Beery
- Joe Bailey: Hobbs
- Tony Barrett: Artista en un Bar
- Walter Beaver: Detectiu Schaeffer
- Richard Bryan: Detectiu Harris
- Robert Carson: Bartender
- Phil Chambers: Detectiu Briggs
- Dick Crockett: Mr. Crockett
- John De Simone: Ajudant directiu Banc
- Alan Dexter: Detectiu Fine
- Don C. Harvey: Detectiu Peters
- Ann Loos: Teller
- Mort Mills: Segon Bartender
- Ann Morriss: Ellen Burnett
- Paul Picerni: Masher
- Paul Richards: Harry Wheeler
- Marion Ross: Mrs. Crockett
- K.L. Smith: Guarda del Banc
- Robert Stevenson: Billings
- Hal Taggart: Executiu del Banc
- Mel Welles: Detectiu
- Jack Wilson: Detectiu